# Adpocalypse
Adpocalypse è un termine coniato su Internet all'inizio del 2017, per descrivere il ritiro di massa degli inserzionisti dalla piattaforma di YouTube, che si ritrovò costretta a inserire linee guida più severe sulla monetizzazione dei video. 

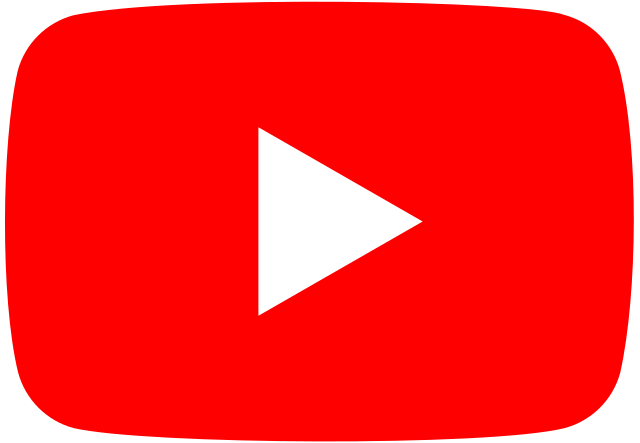
Logo di YouTube

## Etimologia
Il termine Adpocalypse deriva dall'unione delle due parole della lingua inglese Advertisement ("pubblicità") e Apocalypse ("Apocalisse"). Questa espressione è stata utilizzata per la prima volta dallo youtuber Felix Kjellberg, conosciuto con il nickname PewDiePie, uno dei primi intrattenitori colpiti da questo fenomeno.

## Storia

### Primo Adpocalypse
Il primo Adpocalypse risale al 2016, quando YouTube iniziò a spostare la sua attenzione verso i canali considerati più adatti alle famiglie (indicati attraverso la locuzione inglese Family Friendly), sfavorendo gli intrattenitori con un pubblico più adulto o che trattavano tematiche più serie e meno adatte ad un pubblico di giovane età. L'anno dopo, nel marzo del 2017, diversi investitori, resisi conto della forte presenza sulla piattaforma di contenuti che normalmente un’azienda non vorrebbe associati al proprio brand, ritirarono le loro pubblicità, delineando di fatto una sorta di ricatto. La richiesta era di eliminare, se non disincentivare, ogni tipo di contenuto controverso o inadatto, portando alla demonetizzazione o all'eliminazione dei canali di diversi content creator.

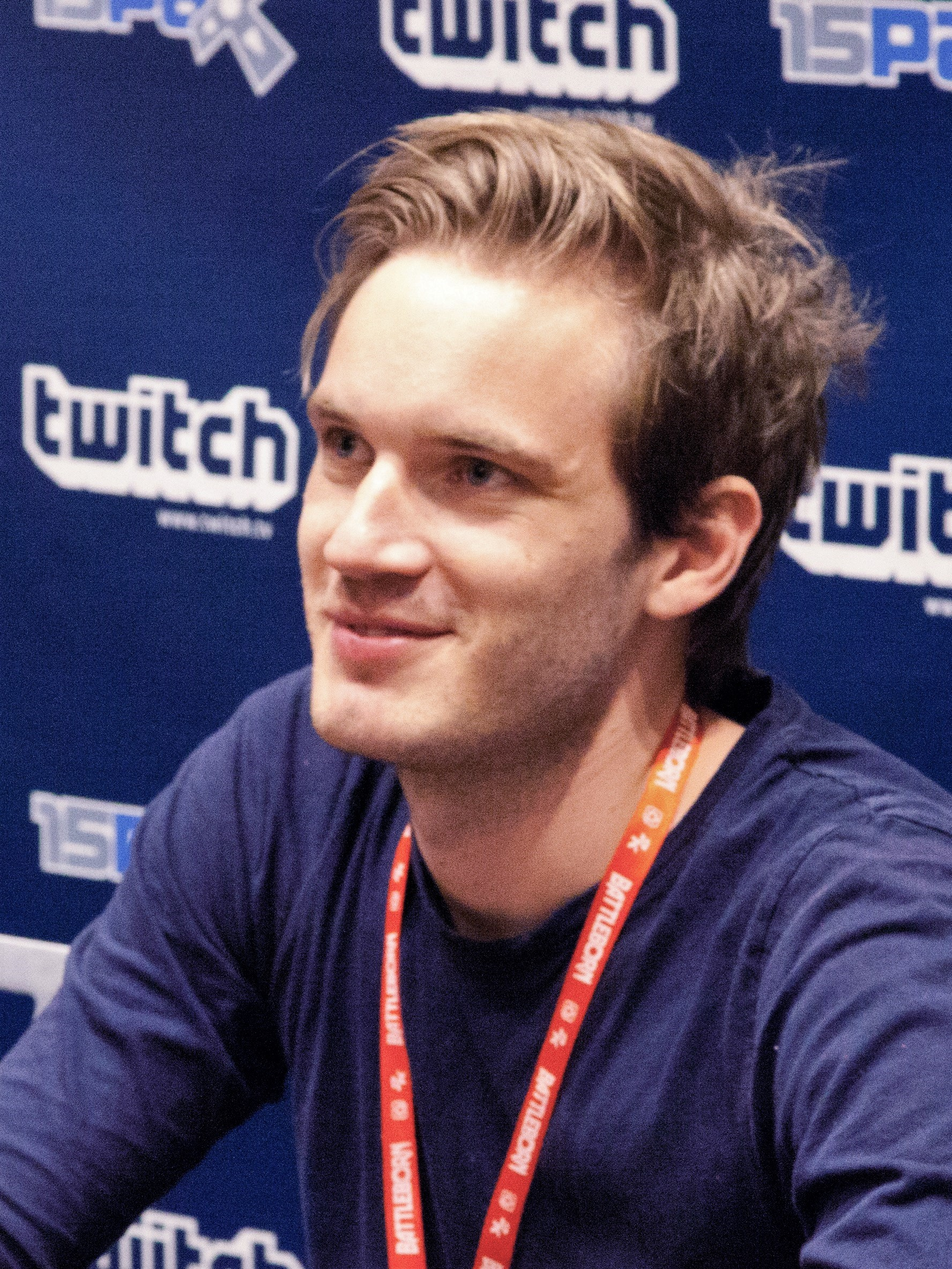
PewDiePie (Felix Kjellberg), uno dei primi youtuber colpiti dall'Adpocalypse

Uno dei primi a subirne gli effetti fu PewDiePie, lo youtuber più seguito all'epoca, che venne preso di mira per aver pubblicato video che l'algoritmo di YouTube considerava "antisemiti" e "incitamenti all'odio", perché includevano riferimenti e battute satiriche su Adolf Hitler. Questo, unito alla progressiva comparsa di video di altri creatori dai contenuti estremisti, spesso inneggianti (anche se talvolta in maniera satirica) al razzismo o a figure dittatoriali come Benito Mussolini e Francisco Franco, spinse il Regno Unito, la Coca-Cola e altri grandi marchi a ritirare o mettere in pausa i loro annunci sulla piattaforma. Successivamente, nel maggio 2017, la modella statunitense Kendall Jenner è apparsa in una pubblicità della Pepsi su YouTube che ha suscitato numerose critiche da parte della stampa a causa del video mostrato, consistente nella sopracitata modella che, durante una protesta di alcuni attivisti per i diritti civili, consegnava una lattina di Pepsi ad un agente di polizia, risolvendo la tensione con i manifestanti. Molti hanno accusato l'annuncio di svalutare e sminuire la questione della brutalità della polizia, in particolare contro i cittadini afroamericani. A causa dell'indignazione pubblica, Pepsi ha rimosso questo e tutti gli annunci futuri da YouTube, favorendo il ciclo di inserzionisti che si allontanavano dal sito. Infine, durante l'estate del 2017, le pubblicità sono diminuite ancora di più, venendo mostrate solo su canali considerati "Family Friendly". Ciò ha indotto molti aspiranti creatori ad abbandonare il sito, scoraggiati dalla sempre minore possibilità di ricavarci un guadagno.

### Secondo Adpocalypse
Nel novembre 2017 si sono verificate diverse preoccupazioni relative a contenuti per bambini improprie, portando Adidas, HP e Deutsche Bank a ritirare i rispettivi annunci da YouTube, che ha risposto chiudendo uno dei canali che pubblicavano questi video considerati "discutibili", Toy Freaks, che contava 8,5 milioni di iscritti. A gennaio 2018 poi, YouTube ha ulteriormente aggiornato le sue linee guida, limitando la monetizzazione solamente ai canali con più di 1.000 iscritti e 4.000 ore di visualizzazione all'anno. Ciò ha causato indignazione nella comunità, soprattutto da parte dei creatori più piccoli che non avevano ancora raggiunto i nuovi requisiti. Ettore Canu è uno dei tanti youtuber italiani che hanno dichiarato di essere stati colpiti da questo avvenimento.

### Terzo Adpocalypse
Il 18 febbraio 2019, lo youtuber statunitense MattsWhatItIs (pseudonimo di Matt Watson) ha accusato l'algoritmo di YouTube di essere incapace di selezionare i video dannosi per la comunità, mostrando in un suo video come  contenuti veramente pericolosi, che mostravano immagini o trattavano esplicitamente argomenti come la pedofilia, fossero invece ignorati e non eliminati. L'immediata risposta di YouTube alla controversia è stata quella di eliminare più di 400 canali e sospendere i commenti su decine di milioni di video, mentre il sito cercava di risolvere il problema segnalando gli utenti offensivi alle forze dell'ordine. Nonostante queste misure, i principali marchi come Disney, Epic Games e AT&T (che avevano appena diffuso nuovamente i loro annunci sulla piattaforma) hanno tutti ritirato le proprie pubblicità dal sito in pochi giorni, poiché la controversia ha iniziato a guadagnare l'attenzione dei mass media. Tuttavia, questo non sarebbe stato l'ultimo Adpocalypse visto da YouTube, dato che pochi mesi dopo ne avvenne un altro.

### Quarto Adpocalypse ("Vox Adpocalypse")
Il 24 maggio 2019, il giornalista di Vox, Carlos Maza, ha più volte contattato YouTube chiedendo di demonetizzare e interrompere gli "incitamenti all'odio" sulla piattaforma dopo che il comico online conservatore StevenCrowder ha ripetutamente fatto battute a stampo razzista e omofobo su di lui. Il 5 giugno 2019, YouTube ha modificato i termini di servizio per rafforzare ulteriormente le politiche di monetizzazione, eliminandola da dozzine di account e chiudendone altri. Questo avvenimento è stato accolto con numerose critiche da diverse parti della comunità, che lo hanno soprannominato "Vox Adpocalypse". Diversi canali dal pensiero politico conservatore e persino Crowder stesso sono stati completamente banditi dalla monetizzazione. Molti conservatori hanno accusato YouTube di pregiudizi anti-conservatori, mentre altri credevano che fossero aziende come Vox a voler eliminare la concorrenza. Nel dicembre 2019 è stata emanata una nuova politica contro le molestie e il bullismo, che molti ritengono sia stata adottata in risposta a questa controversia. Elogiata da alcuni creatori di contenuti, questa riforma fu invece criticata dagli youtuber con un pubblico adulto, perché impediva loro di utilizzare termini volgari, limitandone la comicità.  

## Conseguenze
I quattro Adpocalypse, avvenuti tra il 2016 e la fine del 2019 hanno, a detta di molte testate giornalistiche online e di creatori di contenuti, causato un enorme abbassamento della qualità del sito. Inoltre, diversi intrattenitori che utilizzavano YouTube per scopi lavorativi, si sono dovuti allontanare da esso, spostandosi su piattaforme più libere come Twitch diminuendo, col passare del tempo, la popolarità di cui YouTube aveva sempre goduto.